# Sophie Opel
Sophie Opel (Dornholzhausen, 13 febbraio 1840 – Rüsselsheim am Main, 30 ottobre 1913) è stata un'imprenditrice tedesca, moglie di Adam Opel.

## Biografia

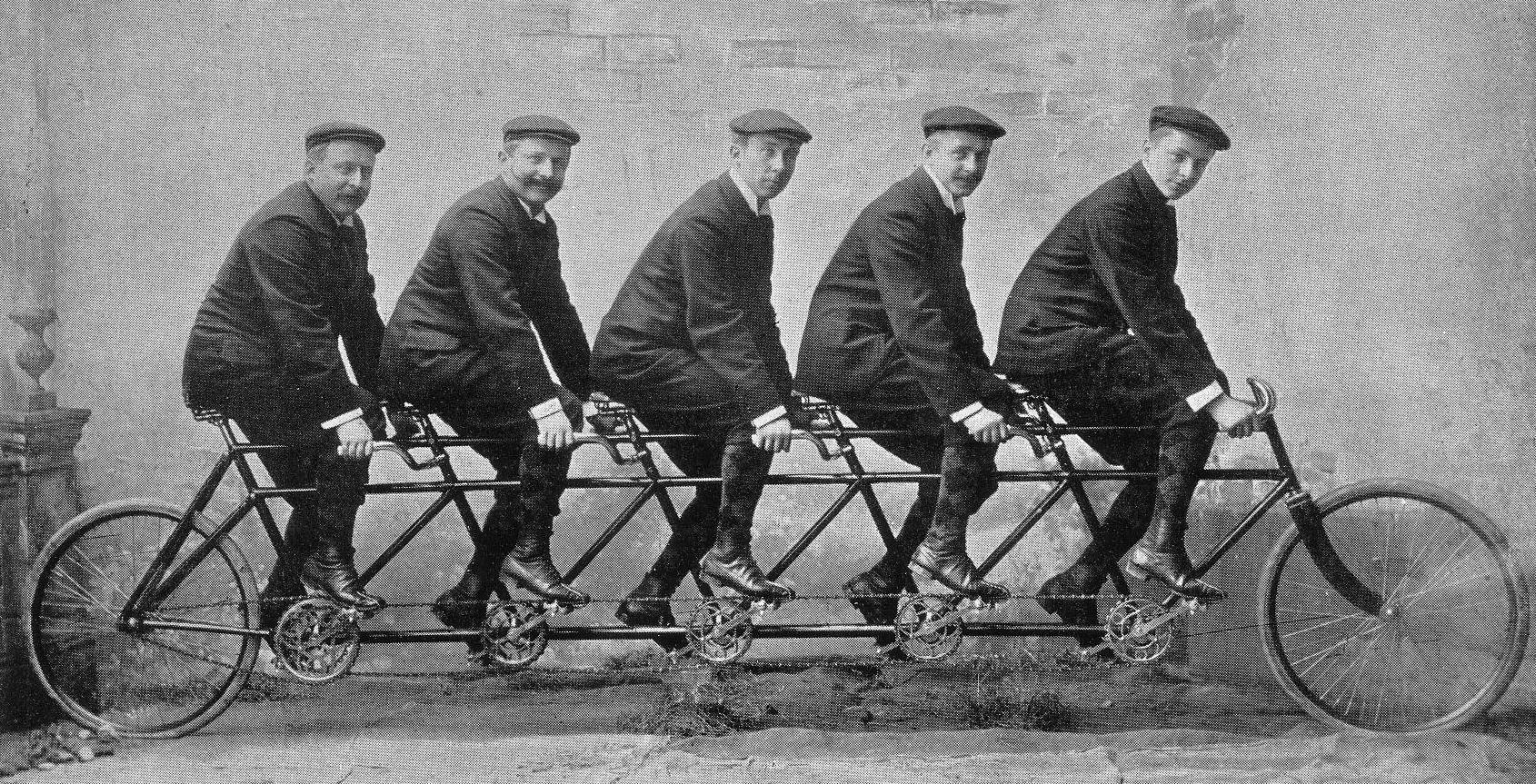
I figli di Adam e Sophie Opel (da sinistra): Carl, Wilhelm, Heinrich, Friedrich e Ludwig

Sophie Marie Opel (nata Scheller) era la figlia di un locandiere, una di dieci figli. Nel 1868 sposa Adam Opel, fondatore dell'azienda di macchine da cucire. Il padre vinse alla Braunschweigischen Lotterie 100.000 Talleri, potendo così finanziare il marito Adam per l'acquisto di una macchina a vapore. Dal 1886 produssero macchine da cucire e biciclette.
Sophie e i cinque figli, Carl, Wilhelm, Heinrich, Friedrich e Ludwig ereditarono la Opel nel 1895. La Famiglia Opel seguì le orme del patriarca Adam e dal 1898 iniziarono a produrre autoveicoli.